# 4:30
Pour plus de détails, voir Fiche technique et Distribution.
4:30 (« quatre heures trente ») est un film singapourien réalisé par Royston Tan et sorti en 2006. C'est le second long métrage du réalisateur.

## Synopsis
Zhang Xiao Wu est un jeune garçon d'une dizaine d'années vivant à Singapour. Il est livré à lui-même, entre une mère partie à l'étranger et ne le contactant que par téléphone et un père invisible dont on ne sait rien. Un jour, Jung, un coréen de trente ans dépressif emménage en colocation dans l'appartement. Il travaille la nuit et se couche chaque matin à quatre heures trente en prenant de puissants somnifères. C'est à ce moment que le jeune garçon vient l'observer. Il consigne ses découvertes dans un cahier. Il mène ainsi une vie monotone et solitaire, cohabitant avec un étranger qui semble ne pas le remarquer. Il n'arrive même pas à vivre normalement à l'école où il rattrape ses nuits sans sommeil. Peu à peu, le jeune garçon, malgré la barrière de la langue, va tenter de lier connaissance avec le jeune homme et s'ingénier à construire une impossible amitié dans une ambiance qui flirte avec le surréalisme.

## Fiche technique
- Pays : Singapour
- Réalisateur et scénariste : Royston Tan
- Scénariste : Liam Yeo
- Producteurs : Eric Khoo, Jacqueline Khoo
- Durée : 93 min.
- Couleur :
- Lieux de tournage : Singapour
- Production :

## Distribution
- Xiao Li Yuan : Zhang Xiao Wu
- Kim Young-jun : Jung

## Autour du film
- Le film est entièrement tourné du point de vue du jeune garçon et contient très peu de dialogues.
- Une séquence du film intègre un extrait de 12 Storeys vu à la télévision, dont le petit garçon semble connaître par cœur les dialogues, un film du réalisateur singapourien Eric Khoo qui est aussi producteur exécutif de 4:30.
- Il a été présenté aux festivals de Deauville, de Berlin et de Genève.